# Giovanni Cavallini
Giovanni Cavallini (Piombino, 30 ottobre 1960) è un direttore della fotografia italiano.

## Biografia
Figlio del pittore Furio Cavallini e nipote del direttore della fotografia Luciano Tovoli, si avvicina alla fotografia durante la seconda metà degli anni '70, facendo da assistente alla fotografa Antonia Mulas per tre anni. Nei primi anni '80 lavora come assistente per alcune produzioni cine-televisiva a fianco del direttore della fotografia Alberto Carloni e del regista Angelo Rastelli, a supporto del reparto di camera.
Nel 1982 Luciano Tovoli gli offre di partecipare come assistente alle riprese del film Tenebre di Dario Argento. Dopo questa esperienza Giovanni comincia a lavorare come assistente operatore e nel 1983 inizia una collaborazione durata quattro anni con il direttore della fotografia Agostino Castiglioni e l'operatore di macchina Maurizio Longhi. Nel 1988 lavora come operatore alla seconda macchina per la miniserie TV Colletti bianchi diretta da Bruno Cortini con il direttore della fotografia Dario Di Palma. Nel 1989 comincia a lavorare come direttore della fotografia per la pubblicità, il cinema e la televisione. 

### Cinema
Nel 1997 dirige la fotografia del film La grande quercia, di Paolo Bianchini. Il film segna l'inizio di una collaborazione con il regista lunga oltre venti anni. Il film vince il Camerio of the Humanities al Carrousel International du Film.
Nel 1997 partecipa alle riprese del film Tutti giù per terra, tratto dall'omonimo romanzo di Giuseppe Culicchia per la regia di Davide Ferrario, con Carlo Monni, Caterina Caselli e Luciana Littizzetto. Il film rafforza la collaborazione di Cavallini con Ferrario, cominciata nel 1991 con il documentario Lontano da Roma, e proseguita nel 1995 con il documentario Materiale resistente, presentato al 13º Festival Internazionale Cinema Giovani del Torino Film Festival. Tutti giù per terra ottiene il Pardo d'oro come miglior attore al Festival di Locarno e la Grolla d'oro al miglior attore, assegnati a Valerio Mastandrea. Il film ottiene il Ciak d'oro per il Miglior montaggio, assegnato a Luca Gasparini e Claudio Cormio, e per la Migliore colonna sonora, assegnato a Francesco Magnelli e Ginevra Di Marco. Il film ottiene anche il Maverick Spirit Award per il Miglior Film al Cinequest San Jose Film Festival in California.
Nel 1998 è direttore della fotografia del film Figli di Annibale, diretto da Davide Ferrario, con Diego Abatantuono e Silvio Orlando, scritto da Davide Ferrario e Diego Abatantuono e prodotto da Maurizio Totti per Medusa Film e Colorado Film. Il film ottiene una nomination per il Miglior montaggio e la Migliore canzone originale ai Nastri d'argento.
Nel 1998 è direttore della fotografia del film In principio erano le mutande, diretto da Anna Negri, con Teresa Saponangelo e Stefania Rocca. Il film ottiene nel 200 una nomination per la Migliore attrice protagonista ai Nastri d'argento.
Nel 1999 partecipa alle riprese di un altro film di Davide Ferrario, Guardami, liberamente ispirato alla vita dell'attrice pornografica Moana Pozzi. Il film, presentato alla Mostra del Cinema di Venezia, vale a Cavallini una nomination al Ciak d'oro per la Migliore fotografia, e una nomination per la Migliore scenografia. 
Nel 2002 è direttore della fotografia di Ilaria Alpi - Il più crudele dei giorni, diretto da Ferdinando Vicentini Orgnani, con Giovanna Mezzogiorno, Rade Šerbedžija e Amanda Plummer. Il film vale a Giovanna Mezzogiorno il Nastro d'argento per la Migliore attrice protagonista nel 2003.
Nel 2007 dirige la fotografia del film Lezioni di cioccolato, per la regia di Claudio Cupellini, con Luca Argentero, Violante Placido, Neri Marcorè e Francesco Pannofino, scritto da Fabio Bonifacci e Christian Poli. Il film riceve una nomina ai David di Donatello come Miglior regista esordiente a Claudio Cupellini, il Premio Guglielmo Biraghi e la nomina ai Nastri d'Argento rispettivamente per il Miglior attore di Commedia a Luca Argentero e il Miglior soggetto.

### Televisione
Nel 2000 partecipa alle riprese della miniserie TV Brancaccio, diretta da Gianfranco Albano, prodotta da Rai Fiction e andata in onda su Rai 1 nel 2001. La serie è basata sull'assassinio di don Pino Puglisi avvenuto negli anni novanta per mano della mafia nel quartiere Brancaccio-Ciaculli di Palermo. Nel cast Ugo Dighero, Beppe Fiorello e Tiziana Lodato.
Nel 2001 partecipa alle riprese della seconda stagione di Distretto di Polizia, diretta da Antonello Grimaldi e andata in onda su Canale 5. Nel cast, tra gli altri, Isabella Ferrari, Ricky Memphis e Giorgio Tirabassi.
Nel 2004 dirige la fotografia del film Vite a perdere, di Paolo Bianchini, con, tra gli altri, Alessio Boni, Giampaolo Morelli, Alessandro Prete e Ninetto Davoli, prodotto da Edwige Fenech.
Nel 2007 è direttore della fotografia della miniserie TV Codice Aurora, per la regia di Paolo Bianchini, da una sceneggiatura firmata, tra gli altri, da Giancarlo De Cataldo, con Giampaolo Morelli, Simona Cavallari, Simone Gandolfo e Ivano Marescotti. Sempre nel 2007 partecipa alle riprese di un'altra miniserie, La baronessa di Carini,  andata in onda su Rai 1, diretta da Umberto Marino, con Vittoria Puccini, Luca Argentero, Enrico Lo Verso e Lando Buzzanca.
Nel 2017 dirige la fotografia di Angelo. Una storia vera, una webserie diretta da Luca Bianchini e prodotta da Rai Fiction e Alveare Cinema, trasmessa su RaiPlay. La collaborazione con il regista prosegue con la produzione e le riprese di alcuni di videoclip del, e un docufilm sul, rapper leccese Aban.

## Filmografia

### Cinema
- La grande quercia, regia di Paolo Bianchini (1997)
- Tutti giù per terra, regia di Davide Ferrario (1997)
- Figli di Annibale, regia di Davide Ferrario (1998)
- In principio erano le mutande, regia di Anna Negri (1999)
- Welcome Albania, regia di Fabrizio Maria Cortese (1999)
- Guardami, regia di Davide Ferrario (1999)
- La rabbia (film montaggio), regia di Davide Ferrario (2000)
- Ilaria Alpi - Il più crudele dei giorni, regia di Ferdinando Vicentini Orgnani (2003)
- Il bambino sull'acqua, regia di Paolo Bianchini (2005)
- L'uomo spezzato, regia di Stefano Calvagna (2005)
- Forever Blues, regia di Franco Nero (2005)
- Il bosco fuori, regia di Gabriele Albanesi (2006)
- Lezioni di cioccolato, regia di Claudio Cupellini (2007)
- Quell'estate, regia di Guendalina Zampagni (2008)
- Mal'aria, regia di Paolo Bianchini (2009)
- Il sole dentro, regia di Paolo Bianchini (2012)
- Sarebbe stato facile, regia di Graziano Salvadori (2013), anche co-sceneggiatore
- Il segreto della Dea (cortometraggio), regia di Lorenzo Antonioni (2019)[10][11]
- Frammenti, regia di Paolo Bianchini, Sebastian Alexandre, Claudia Bonsangue, Giorgio Picinni Leopardi, Caterina Peta, Simone Scardovi, Gabriele Teti (2019)[12][13]
- Il profumo delle Zagare (documentario), regia di Paolo Bianchini (2022)

### Televisione
- Colletti bianchi (1988) come operatore di macchina
- Brancaccio, regia di Gianfranco Albano (2001)
- Distretto di Polizia 2 (2001)
- Vite a perdere, regia di Paolo Bianchini (2004)
- Posso chiamarti amore?, regia di Paolo Bianchini (2004)
- Ma chi l'avrebbe mai detto, regia di Giuliana Gamba e Alessio Inturri (2007)
- La baronessa di Carini, regia di Paolo Bianchini (2007)
- Codice Aurora, regia di Paolo Bianchini (2009)
- Sposami, regia di Umberto Marino (2012)
- Il Bar del Cassarà, regia di Davide Gambino (2015)[14]
- Angelo. Una storia vera, regia di Luca Bianchini (2017)[15][16]

## Riconoscimenti

### Ciak d'oro
- 2000 - Candidatura alla Migliore fotografia per Guardami[17]

### Premio Gianni di Venanzo
- 2009 - Targa Speciale Fiction per Mal'aria